# Дрейер, Катерина
Катерина Софи Дрейер (англ. Katherine Dreier; 10 сентября 1877, Нью-Йорк — 29 марта 1952, Милфорд, Коннектикут) — американская художница-абстракционистка, коллекционер современного искусства.

## Биография
Катерина была младшей из пяти детей в семье немецких иммигрантов Бруклина. Она обучалась живописи в художественной школе Бруклина, а затем в нью-йоркском художественном институте Пратт. С 1907 по 1914 год Катерина провела в Европе (Германия, Франция, Нидерланды, Великобритания), где она также изучала живопись и участвовала в художественных выставках. Её первая персональная экспозиция была показана в Лондоне в 1911 году.
Вернувшись в Нью-Йорк, Катерина начала работать в Обществе Независимых художников (Society of Independent Artists), среди основателей которого были Марсель Дюшан, Ман Рэй, Альбер Глез, Джозеф Стелла и др. Именно там в 1916 году состоялась знаменательная встреча Катерины Дрейер с Дюшаном, который в том году переехал в Нью-Йорк из Парижа. Ко времени встречи с Катериной Дрейер Дюшан уже пережил своё увлечение импрессионизмом и манерой Матисса, союз и разрыв с кубистами и был на пути к тому, чтобы в ближайшие годы стать главным вдохновителем американского дадаизма.

## Société Anonyme
В 1920 году Катерина Дрейер, Марсель Дюшан и Ман Рэй основали новое художественное общество, которое, по предложению Рэя, было названо Анонимным, Société Anonyme (SA) — так на французском языке обозначается корпорация или общество с ограниченной ответственностью. Они мечтали о таком обществе, где художники смогут свободно выставлять свои самые смелые произведения. Члены общества Société Anonyme, которое они называли «экспериментальным музеем искусства», собирались на Манхэттене в квартире Катерины Дрейер. Вдохновленные успехом своей первой революционной экспозиции, за первые несколько лет существования общества его основатели провели множество выставок, причем не только в Нью-Йорке, но и в Вашингтоне, Детройте и Балтиморе. Всего за три десятилетий существования общества было организовано около 80 выставок.
В 1921 году, заявив, что «дада нет места в Нью-Йорке», Ман Рэй поселился во Франции. В 1920-е годы Дюшан также вернулся во Францию. После длительных путешествий по Европе в поисках картин, в 1926 году энтузиастка Катерина Дрейер представила в Бруклинском музее грандиозную экспозицию, состоявшую из более чем 300 работ 106 художников из 19 стран.
В 1928 году наставницей Катерины стала Бланш Лейзел, художница-модернистка, эстампистка и гравёр.
В 1941 году Катерина Дрейер передала часть коллекции работ художников-членов Société Anonyme в дар музею Йельского университета. В 1948 году Дрейер с помощью Дюшана составила каталог коллекции общества, он был опубликован в 1950 году. Официально общество прекратило существование в 1950 году, к тому времени коллекция Дрейер, часть которой она завещала балтиморскому Музею Филипса, насчитывала более тысячи произведений искусства. Коллекция Société Anonyme стала основой собраний нью-йоркского Музея современного искусства в Нью-Йорке и Музея Гуггенхайма. К. Дрейер является автором монографии о Давиде Бурлюке (Burliuk, 1944).
С 14 октября 2006 по 21 января 2007 год в Музее Филипса проходила выставка «Société Anonyme: Модернизм для Америки». На выставке было представлено около 130 живописных и графических работ, а также скульптур, созданных в 1910—1950-е годы, включая произведения Марселя Дюшана, Мана Рэя, Катерины Дрейер, Константина Брынкуши, Пита Мондриана, Хоана Миро, Александра Архипенко, Макса Эрнста, Василия Кандинского, Фернана Леже, Джозефа Стеллы, Александра Колдера, Карла Бушхейзера, Надежды Удальцовой и других. Именно общество Société Anonyme впервые представило искусство Василия Кандинского и Фернана Леже в США.